# Lupiac
Lupiac [lypjak] ist eine Gemeinde mit 310 Einwohnern (Stand 1. Januar 2022) in Südwestfrankreich in der Nähe von Castelnau-d’Auzan. Sie gehört zum Département Gers und liegt in der Region Okzitanien.

## Demographie
| Jahr      | 1850  | 1962 | 1968 | 1975 | 1982 | 1990 | 1999 | 2006 |
| --------- | ----- | ---- | ---- | ---- | ---- | ---- | ---- | ---- |
| Einwohner | 1.376 | 585  | 505  | 433  | 400  | 356  | 312  | 309  |

## Sehenswürdigkeiten

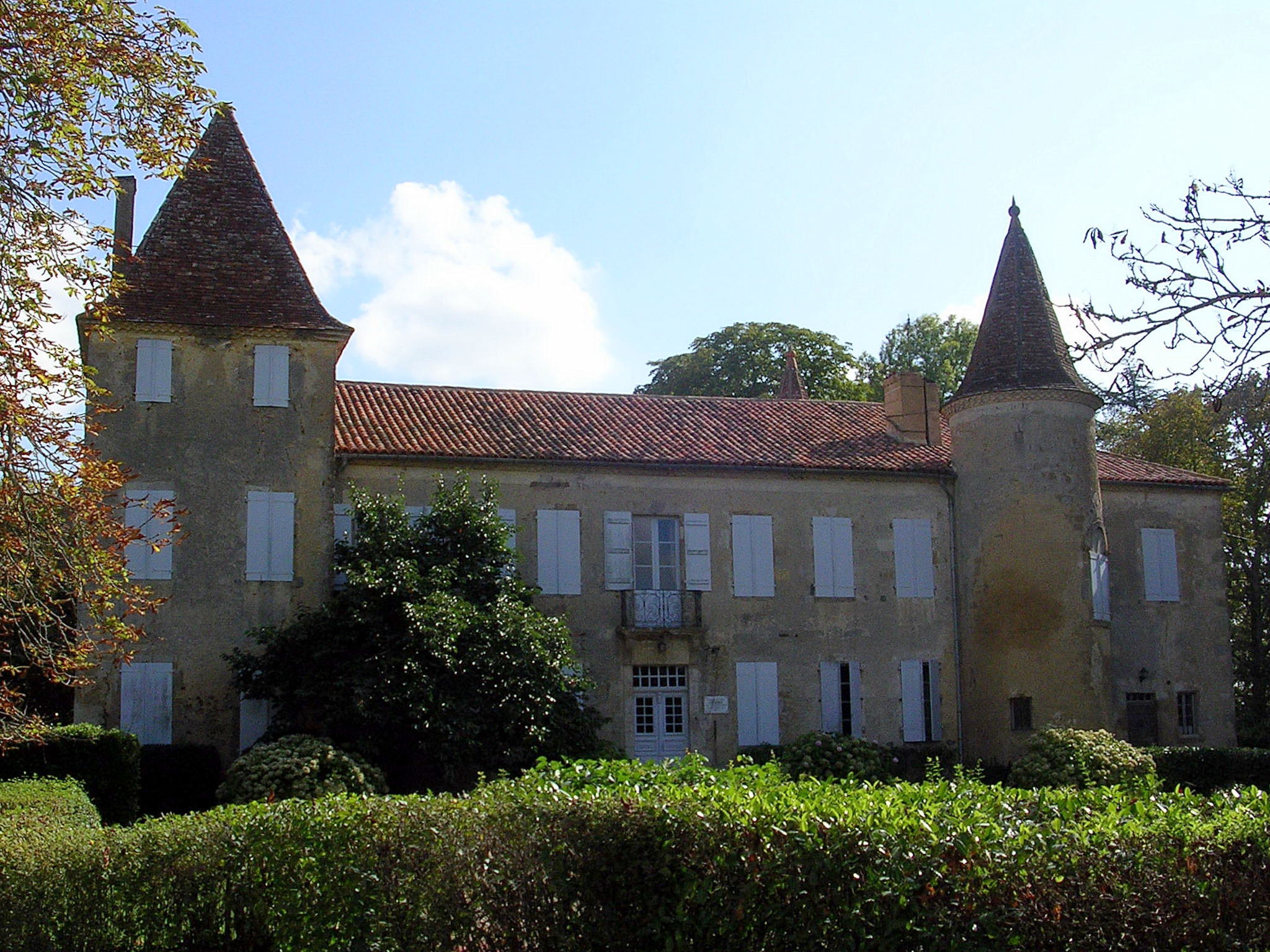
Schloss Castelmore

- Museum d’Artagnan.
- Schloss Castelmore

## Persönlichkeiten
- Charles de Batz de Castelmore, comte d’Artagnan (1611/1615–1673), französischer Militär